# Ali ibn Isa
Ali ibn Isa (al-Kahhal) (arabisch علي بن عيسى الكحال, DMG ʿAlī b. ʿĪsā al-Kaḥḥāl), latinisiert Jesu Haly oder Jesus Hali und Iesu filii Haly („Ali, der Sohn von Jesus“), fälschlich auch Jesus Halus, Haly Jesus und Jesus (filius) Haly, kurz auch Ibn ʿĪsā genannt, war ein bedeutender arabischer Augenarzt (sein Beiname al-Kahhal bedeutet „der Okulist“) des Mittelalters und lebte in der ersten Hälfte des 11. Jahrhunderts.

## Leben und Werk
Šaraf ad-Din ʿAlī ibn ʿĪsā, kurz auch Ibn ʿĪsā, studierte in Bagdad am ʿAḍūdī-Hospital beim nestorianischen Mönch, Arzt, Philosophen und Theologen Ibn aṭ-Ṭaiyib († 1043).
In seinem Hauptwerk (Kitāb) Taḏkirat al-kaḥḥālīn (Handbuch für Augenärzte), das auch eine der Quellen eines um 1400 in einer bedeutenden schlesischen augenheilkundlichen Schrift wurde, beschreibt er 130 Augenkrankheiten und stellt 141 Heilmittel für Augenleiden vor. Der westlichen Medizin bereits ab dem späten Hochmittelalter als lateinische Übersetzung vorliegend, wurde Jesus’ Werk ein bis ins frühe 18. Jahrhundert verwendetes Lehrbuch der Augenheilkunde.

## Schriften
- Ali ibn Isa: Erinnerungsbuch für Augenärzte, aus arabischen Handschriften übersetzt und erläutert von Julius Hirschberg und Julius Lippert (1866–1911); Verlag Veit, 1904